# Alimentador Naranjal (Metropolitano)
El servicio AN-02 o alimentador Naranjal del Metropolitano conecta el terminal Naranjal con la zona de Paramonga, ubicada en el distrito de San Martín de Porres.

## Características
Su flota varia entre los midibuses anaranjados de 8.5 metros, todos ellos de carrocería TATSA sobre chasis King Long y por autobuses amarillos de 12 metros.

### Horarios
| Servicio Alimentador | Lunes a Sabado | Lunes a Sabado | Domingo       | Domingo       |
| Servicio Alimentador | De ida         | De vuelta      | De ida        | De vuelta     |
| -------------------- | -------------- | -------------- | ------------- | ------------- |
| Regular              | 05:30 - 00:00  | 05:00 - 23:30  | 05:30 - 23:00 | 05:00 - 22:30 |

| General     | S/ 1.50 |
| Estudiantes | S/ 0.75 |

## Recorrido
| Ida Naranjal (San Martín de Porres)      | Terminal Naranjal (embarque 6) — Avenida Túpac Amaru — Avenida Naranjal                     |
| Vuelta Terminal Naranjal (Independencia) | Avenida Paramonga — Avenida Naranjal — Avenida Túpac Amaru — Terminal Naranjal (embarque 6) |

## Paraderos
| N.º | Paradero                       | Común con |
| --- | ------------------------------ | --------- |
| 1   | Terminal Naranjal (embarque 6) |           |
| 2   | Marcará                        | AN-14     |
| 3   | Las Palmeras                   | AN-14     |
| 4   | Universitaria                  | AN-14     |
| 5   | Huandoy                        | AN-14     |
| 6   | Portales de Naranjal           | AN-14     |
| 7   | Jircan                         |           |
| 8   | Las Américas                   |           |
| 9   | Pacasmayo                      |           |
| 10  | Central                        |           |
| 11  | Paramonga                      |           |

| N.º | Paradero                       | Común con |
| --- | ------------------------------ | --------- |
| 1   | Paramonga                      |           |
| 2   | Central                        |           |
| 3   | Pacasmayo                      |           |
| 4   | Las Américas                   |           |
| 5   | Jircan                         |           |
| 6   | Portales de Naranjal           | AN-14     |
| 7   | Huandoy                        | AN-14     |
| 8   | Universitaria                  | AN-14     |
| 9   | Las Palmeras                   | AN-14     |
| 10  | Marcará                        | AN-14     |
| 11  | Terminal Naranjal (embarque 6) |           |